# Linda Motlhalo
Linda Maserame Motlhalo (Brandvlei, Gauteng; 1 de julio de 1998) es una futbolista sudafricana. Juega como centrocampista en el Glasgow City de la Scottish Women's Premier League de Escocia. Es internacional con la selección de Sudáfrica.

## Biografía
Linda Motlhalo nació en Brandvlei, Randfontein, en la provincia de Gauteng, el 7 de enero de 1998. Su familia tiene una historia futbolística, con su padre, Johannes Motlhalo, intentando convertirse en jugador profesional. Aunque no lo hizo, su hermano Joseph Motlhalo fue portero del Kaizer Chiefs FC entre 1970 y 1985.
Su padre convenció al dueño del equipo amateur Might Bucs FC a crear un equipo femenino, para el cual Motlhalo comenzó a jugar a la edad de 11 años, entrenando junto a chicos y chicas. Durante un partido la entrenadora rival la acusó de ser un chico y exigió que se desnude en público para demostrar su feminidad. Sin embargo, la intervención del padre impidió que sucediera.
Motlhalo asistió a la TuksSport High School, tiempo durante el cual formó parte del Centro de Alto Rendimiento de Sudáfrica en Pretoria.

## Trayectoria
En febrero de 2018, Motlhalo firmó con el Houston Dash de la National Women's Soccer League de Estados Unidos. Fue contratada por la entonces entrenadora del Dash, Vera Pauw, quien dirigió a la selección sudafricana de 2014 a 2016. Motlhalo acumuló 21 partidos en los que anotó 1 gol antes de que el club la dejara ir en febrero de 2019.
Días después de abandonar la escena estadounidense, Motlhalo se presentó como jugadora del Beijing BG Phoenix FC de la Superliga Femenina de China, uniéndose a su excompañera en la selección y en el Houston Dash, Thembi Kgatlana. La centrocampista fue titular en los 14 partidos de liga durante la temporada 2019 y el equipo terminó quinto en la tabla, jugando la mayoría de las veces más profundo en el centro del campo. También contribuyó a que su equipo llegara a una semifinal del campeonato.
En enero de 2020 hizo pie en Suecia para unirse al Djurgårdens IF con un contrato de dos años, sujeto a la recepción de su visa de trabajo. Pisó el césped sueco por primera vez el 22 de febrero de 2020, anotando 2 goles tras entrar como suplente en el clásico de Estocolmo ante el AIK, partido donde su equipo dio vuelta el resultado para ganar por 4-2. En enero de 2021, sus compañeras de equipo la nombraron Revelación del Año por sus actuaciones durante la temporada anterior.
El 23 de enero de 2023, se hizo oficial su pase al Glasgow City de la Scottish Women's Premier League, firmando un contrato hasta junio de 2025. El 21 de mayo de 2023, Motlhalo brindó una asistencia en el minuto 92 para que su equipo venciera al Rangers por la mínima y ganara el campeonato escocés en la última fecha de la temporada. También fue nombrada Jugadora del Partido.
El 18 de enero de 2024, Motlhalo firmó un contrato por dos años con el Racing Louisville FC de la National Women's Soccer League. Racing Louisville pagó una cantidad no revelada como tarifa de transferencia al Glasgow City y firmó a Motlhalo hasta la temporada 2025, con una opción mutua para 2026. Motlhalo disputó tres partidos con el club en todas las competiciones durante 2024. Ambas partes acordaron rescindir su contrato de forma mutua en febrero de 2025.

## Selección nacional
Mientras asistía al Centro de Alto Rendimiento, Motlhalo jugó para la sub-20 de Sudáfrica como delantera, incluyendo los partidos del Campeonato Sub-20 de la CAF 2015.
Motlhalo fue convocada a la selección absoluta de Sudáfrica por primera vez en octubre de 2015 tras una lesión de Thembi Kgatlana que provocó su retirada del equipo. Sin embargo su debut llegó en 2016 contra Camerún, partido en el que anotó en el empate 2-2. Declaró: «Estoy feliz de haber sido parte de este equipo. Las jugadoras veteranas me han hecho sentir como en casa y fue bueno codearme con jugadoras como Janine y Amanda. Realmente disfruté mi tiempo aquí».
En 2016, participó en los Juegos Olímpicos de 2016 en Río de Janeiro, antes de disputar la Copa Africana de Naciones de 2016 en Camerún.
En la Copa Africana de Naciones de 2018 fue titular en los 5 partidos de las Banyana Banyana cuando el equipo llegó a la final del torneo y cayó ante Nigeria en los penales. Marcó un gol en la competencia y fue nombrada Jugadora del Partido durante el choque de semifinales ante Malí.
Motlhalo tuvo su primera experiencia mundialista en Francia 2019, pero llegó al torneo recuperándose de una lesión. Si bien fue titular en el primer partido contra España, el resto de su participación se limitó a una aparición como suplente ante China.
En septiembre de 2021, Motlhalo anotó en una victoria decisiva por 4-2 contra Nigeria cuando las sudafricanas ganaron la edición inaugural de la Copa Aisha Buhari en Lagos. Motlhalo fue luego la máxima goleadora de Sudáfrica en la clasificación para la Copa Africana de Naciones de 2022, anotando 5 goles en 4 partidos y contribuyendo a que su país obtuviera el boleto al torneo.

## Clubes
| Club               | País           | Año             |
| ------------------ | -------------- | --------------- |
| JVW FC             | Sudáfrica      | ¿?              |
| Houston Dash       | Estados Unidos | 2018            |
| Beijing BG Phoenix | China          | 2019            |
| Djurgårdens IF     | Suecia         | 2020 - 2023     |
| Glasgow City       | Escocia        | 2023 - presente |

## Palmarés

### Títulos nacionales
| Título                          | Club         | País    | Año     |
| ------------------------------- | ------------ | ------- | ------- |
| Scottish Women's Premier League | Glasgow City | Escocia | 2022-23 |

### Títulos internacionales
| Título                    | Equipo    | Sede      | Año  |
| ------------------------- | --------- | --------- | ---- |
| Copa Africana de Naciones | Sudáfrica | Marruecos | 2022 |

(*) Incluyendo la Selección

### Distinciones individuales
| Distinción                        | Año  |
| --------------------------------- | ---- |
| Goleadora de la Copa COSAFA       | 2018 |
| Novata del Año del Djurgårdens IF | 2020 |